# Träslövs landskommun
Träslövs landskommun var en tidigare kommun i  Hallands län.

## Administrativ historik
När 1862 års kommunalförordningar började gälla inrättades över hela landet cirka 2 400 landskommuner, de flesta bestående av en socken. Därutöver fanns 89 städer och 8 köpingar, som då blev egna kommuner. Denna kommun bildades då i Träslövs socken i Himle härad i Halland.
Den landsomfattande kommunreformen 1952 påverkade inte Träslöv. Ett område med 866 invånare införlivades 1953 med Varbergs stad. Landskommunen kvarstod som egen kommun fram till 1967. Då gick den som första enhet upp i Varbergs stad som 1971 ombildades till Varbergs kommun, som färdigbildades 1971.
Kommunkoden 1952-1966 var 1324.

### Kyrklig tillhörighet
I kyrkligt hänseende tillhörde kommunen Träslövs församling.

## Geografi
Träslövs landskommun omfattade den 1 januari 1952 en areal av 31,17 km², varav 30,95 km² land.

### Tätorter i kommunen 1960
I Träslövs landskommun fanns tätorten Träslövsläge, som hade 903 invånare den 1 november 1960. Tätortsgraden i kommunen var då 49,8 procent.

## Geografi

### Tätorter i kommunen 1960
| Tätort           | Folkmängd |
| ---------------- | --------- |
| Träslövsläge     | 903       |
| Varberg, del ava | 73        |

Tätortsgraden i kommunen var den 1 november 1960 53,8 procent.

## Politik

### Mandatfördelning i valen 1938-1962
| 9 | 6 | 5 |

| 20 |

| 10 | 7 | 3 |

| 20 |

| 9 | 7 | 4 |

| 19 |

| 9 | 6 | 2 | 3 |

| 18 |

| 9 | 7 | 9 |

| 23 |

| 8 | 10 | 2 | 5 |

| 23 |

| 10 | 8 | 3 | 4 |

| 23 |